# انجمن هلندی برای حمایت جانوران
انجمن هلندی برای حمایت جانوران (هلندی: Nederlandse Vereniging tot Bescherming van Dieren یا De Dierenbescherming) یک سازمان داوطلبانه برای حمایت از جانوران هلندی است که در سال ۱۸۶۴ بنیان‌گذاری شد. امروز حدود ۲۰۰۰۰۰ عضو و حدود ۶۵ کارمند دائمی دارد.